# 上海交通大学船舶海洋与建筑工程学院
船舶海洋与建筑工程学院，习惯简称“船建学院”，为上海交通大学的一个学院，成立于2003年12月17日，由原船舶与海洋工程学院及建筑工程与力学学院合并组成。
该学院设船舶与海洋工程、工程力学、土木工程、建筑学 、国际航运和港口航道与海岸工程等系，现有6个一级学科、6个本科专业。学院拥有海洋工程国家重点实验室。